# Eva Blahynková-Hráská
Eva Blahynková-Hráská (* 1981) je česká herečka.

## Život
Eva Blahynková-Hráská je učitelka v mateřské školce a profesionální herečka. Má 3 děti.

## Filmografie
- 2013 – Ordinace v růžové zahradě 2
- 2017 – Ohnivý kuře (epizoda První polibek)
- 2017 – Specialisté (epizoda Útěk podle jízdního řádu)
- 2017 – Soudce Alexandr
- 2018 – Soudkyně Barbara
- 2018 – Inspektor Max – (epizoda 1: Hračka, epizoda 3: Záskok)
- 2020 – Modrý kód – (epizoda 220: Otcové a dcery)
- 2022 - 1. Mise (epizoda 32: Boxuješ jak dalajláma)